# Joseph Serchuk
Joseph Serchuk (in ebraico יוסף סרצ'וק‎?; Polonia, 1919 – Tel Aviv, 6 novembre 1993) è stato un partigiano polacco naturalizzato israeliano.
Fu comandante di un'unità di partigiani ebrei antinazisti nella regione di Lublino Polonia, durante la seconda guerra mondiale. Dopo la guerra testimoniò nei processi dei criminali nazisti, tra cui il processo di Norimberga.
Dopo che i suoi genitori e altri membri della sua famiglia furono uccisi nel ghetto di Lublino nel 1941, Joseph e suo fratello David furono deportati al campo di sterminio di Sobibór. Dopo una giornata nel campo, Joseph e David fuggirono verso il bosco più vicino e insieme con altri fuggitivi fondò il nucleo del gruppo di partigiani. Durante la guerra, al gruppo guidato da Serchuk si aggiunsero altri ebrei fuggiti dai ghetti della zona e da Sobibor. Uno dei membri del gruppo era Dov Freiberg, il futuro scrittore che scriverà parecchi libri su Sobibor e sulla lotta dei partigiani ebrei.
Dopo la liberazione compiuta dall'esercito sovietico, il fratello si arruolò nell'esercito polacco e avanzò rapidamente nella gerarchia militare, ma nel 1948 fu brutalmente assassinato a Lublino dagli ultranazionalisti polacchi.
Dopo la guerra Joseph partecipò allo sforzo di localizzare i criminali di guerra nazisti, e servì come testimone nel Processo di Norimberga. Tornò in Polonia e domandò di emigrare in Israele. La sua richiesta fu approvata dalle autorità comuniste polacche solo nel 1950. Subito dopo l'arrivo si arruolò come soldato nel esercito. Dopo il servizio militare si sposò, si stabilì a Yad Eliyahu, un quartiere di Tel Aviv e divenne imprenditore.
Nel corso degli anni Serchuk andò in Europa più volte per testimoniare nei processi dei criminali di guerra nazisti. Nel processo di Oberscharführer a Hugo Raschendorfer fu l'unico testimone dell'accusa. Dopo che Raschendorfer fu giudicato colpevole e condannato al carcere a vita, Serchuk ha ricevuto un premio speciale da parte della Polizia israeliana. 
Nel 1967 il primo ministro Israeliano Levi Eshkol conferì a Serchuk la Medaglia dei Combattenti contro il nazismo. Nel 1968 gli fu conferita anche la Medaglia dei combattenti dello Stato. 
Serchuk morì nel 1993 a Tel Aviv all'età di 74 anni.